# Тартье
Тартье́ (фр. Tartiers) — коммуна во Франции, находится в регионе Пикардия. Департамент коммуны — Эна. Входит в состав кантона Вик-сюр-Эн. Округ коммуны — Суассон.
Код INSEE коммуны — 02736.

## Население
Население коммуны на 2010 год составляло 190 человек.
| 1962 | 1968 | 1975 | 1982 | 1990 | 1999 | 2010 |
| ---- | ---- | ---- | ---- | ---- | ---- | ---- |
| 215  | 208  | 205  | 195  | 180  | 168  | 190  |

## Экономика
В 2010 году среди 121 человека трудоспособного возраста (15—64 лет) 89 были экономически активными, 32 — неактивными (показатель активности — 73,6 %, в 1999 году было 68,8 %). Из 89 активных жителей работали 84 человека (50 мужчин и 34 женщины), безработных было 5 (3 мужчин и 2 женщины). Среди 32 неактивных 6 человек были учениками или студентами, 11 — пенсионерами, 15 были неактивными по другим причинам.